# Rolf Reiner

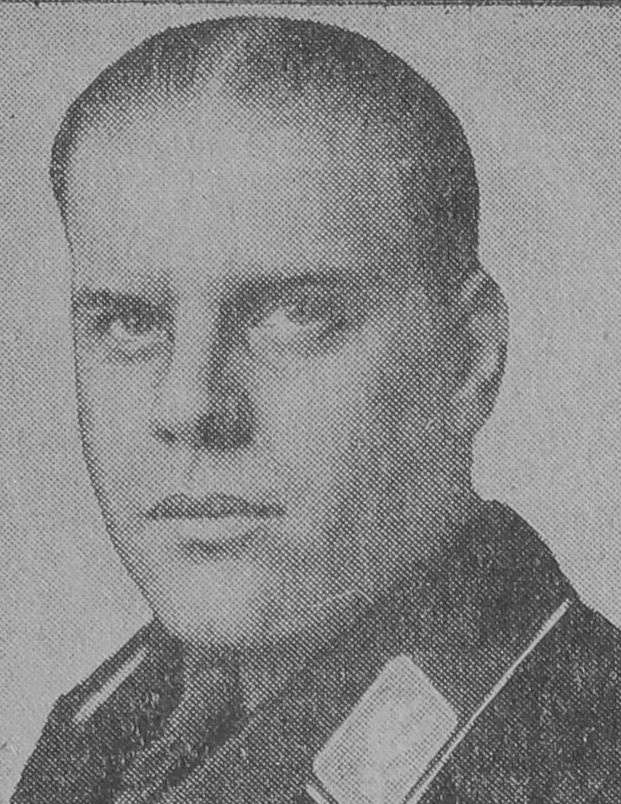
Rolf Reiner, um 1934

Rolf Reiner, auch Rudolf Reiner (* 2. Januar 1899 in Gmunden am Traunsee; † 27. August 1944 in Brăila/Rumänien), war ein deutscher Politiker (NSDAP) und SS-Gruppenführer.

## Leben und Wirken

### Ausbildung und Erster Weltkrieg
Reiner war der Sohn des Baudirektors Wilhelm Reiner und seiner Ehefrau Anna, geborene Hoffmann. In seiner Jugend besuchte Reiner eine Volksschule, dann das Realgymnasium in München. Am 15. Januar 1917 trat er als Freiwilliger als Fahnenjunker in das Ersatzbataillon des 2. Württembergischen Infanterie-Regiments 120 (Ulm) ein. Von Januar bis November 1918 stand er mit diesem Regiment an der Front, zunächst als Fähnrich, dann, nach seiner Beförderung zum Leutnant am 20. Mai 1918, von Juli bis Oktober 1918 als Führer einer Kompanie.

### Weimarer Republik
Nach dem Ende des Krieges trat Reiner in das württembergische Freikorps Haas ein, dem er von Januar bis April 1919 angehörte und mit dem er unter anderem an den Kämpfen zur Zerschlagung der bayerischen Räterepublik teilnahm. Anschließend trat er in die Reichswehr ein: Als Angehöriger der 1. Maschinengewehrkompanie des Schützen-Regiments 13 (Schwäbisch Gmünd) gehörte er zu den Truppen, die zur Bekämpfung der in diesem Jahr ausgebrochenen Unruhen in Mitteldeutschland und im Ruhrgebiet eingesetzt wurden.
Ende 1920 verließ Reiner die Reichswehr, um ein Studium an der Universität München zu beginnen. In München stieß er zu den dortigen republikfeindlichen extremen Rechten: 1921 trat er in den von Ernst Röhm geführten Bund „Reichsflagge“ ein. 1923 wurde er Adjutant von Hermann Kriebel, mit dem er am Hitler-Ludendorff-Putsch vom 9. November desselben Jahres teilnahm. Nach dem Scheitern des Umsturzversuches wurde Reiner zu einem Jahr und drei Monaten Festungshaft verurteilt.
Reiners Werdegang in der zweiten Hälfte der 1920er Jahre ist bislang nicht vollständig geklärt: Den Erinnerungen von Adolf Hitlers Sekretärin Christa Schroeder zufolge begleitete er Röhm nach Bolivien, wo dieser als Militärinspekteur eingesetzt wurde. Dies war wahrscheinlich eine Verwechslung mit Martin Schätzl, dem einzigen in den Quellen nachgewiesenen ständigen Begleiter Röhms in Südamerika. Unabhängig davon, ob diese Angabe zutreffend war, wurde Reiner am 20. November 1930 in die SA aufgenommen und nach der Rückkehr Röhms aus Bolivien Anfang 1931 bald im Rang eines Standartenführers dessen persönlicher Adjutant und Chef seines Stabes (offiziell 1. Adjutant des Stabschefs vom 1. Juli 1932 bis 20. April 1933). 1932 geriet Reiner aufgrund seiner Tätigkeit im Umfeld Röhms in den Fokus der Öffentlichkeit, nachdem die Münchener Post ihn in einem Artikel, der auf gefälschten Briefen basierte, als einen der „führenden Homosexuellen“ in der SA-Führung identifiziert hatte.
Am 18. Dezember 1931 wechselte Reiner von der SA unter Beibehaltung seiner Dienststellung zur SS (SS-Nummer 23.077). Der NSDAP war Reiner bereits zum 1. September 1930 beigetreten (Mitgliedsnummer 297.947).
Reiner war ein begeisterter Reiter, Gründungsmitglied und 2. Präsident des Reitclubs Halali in München. Seine Ehe wurde im Februar 1930 geschieden.

### Zeit des Nationalsozialismus

#### 1933 bis 1939
Nach dem Machtantritt der Nationalsozialisten am 30. Januar 1933 gab Reiner seinen bisherigen Posten im Stab Röhms auf, um stattdessen zum 1. Februar 1933 als stellvertretender Leiter des Verbindungsstabes der NSDAP in den Führungsapparat der Partei zu wechseln. Im Zusammenhang mit der Übernahme der Regierungsmacht durch die NSDAP in Bayern im März 1933 wurde er auf Veranlassung von Ernst Röhm durch den bayerischen Reichsstatthalter Franz Ritter von Epp als Legationsrat in den bayerischen Staatsdienst aufgenommen. Innerhalb der SS wurde Reiner analog hierzu mit Wirkung zum 1. März 1933 in den Rang eines SS-Gruppenführers – den zweithöchsten damals innerhalb der SS existierenden Rang – befördert.
Anlässlich der Reichstagswahl vom März 1933 stand Reiner auf der Kandidatenliste der NSDAP, mit der Titulatur Konsul. Laut der zeitgenössischen Publikation der Parteileitung der NSDAP Adolf Hitler und seine Kämpfer von 1933 gehörte er auch zu denjenigen Kandidaten der Nazi-Partei, die gewählt wurden. Da Reiner im Reichstagshandbuch für die mit den Märzwahlen beginnende Wahlperiode sowie in den Abgeordnetenlisten und Sitzungsprotokollen des Reichstags für die Zeit ab März 1933 nicht mehr auftaucht, steht jedoch fest, dass er sein Mandat aus bislang nicht geklärten Gründen niemals antrat bzw. ausübte.
Im Mai 1933 beauftragte Adolf Hitler Reiner mit der Bildung und Leitung eines „Führerstabs der NSDAP bei der Reichsbahn“, der die von Eisenbahnern der NS-Fachschaft gegen den Reichsbahn-Generaldirektor Julius Dorpmüller und die Reichsbahnleitung erhobenen Vorwürfe der „Erfüllungspolitik“ und der Beschäftigung von Juden untersuchen sollte. Seine Aufgabe war es vor allem, die teilweise wilden Proteste mancher Reichsbahner zu kanalisieren. Von September 1933 bis Ende 1934 amtierte Reiner, der inzwischen auch „Vortragender Adjutant der SA beim Führer“ geworden war, darüber hinaus als Mitglied im Verwaltungsrat der Reichsbahn-Gesellschaft.
Im März 1934 wurde Reiner zum Chef des sogenannten „Ministeramtes“ bei der Obersten SA-Führung ernannt. Diese Institution war infolge der im Dezember 1933 erfolgten Ernennung des Stabschefs der SA, Ernst Röhm, zum Vertreter der SA im Reichskabinett im Range eines Ministers neu geschaffen worden. Während die in München sitzende Oberste SA-Führung (OSAF) dazu diente, die SA als eine parteieigene Organisation der NSDAP zu führen, sollte das neu geschaffene Ministeramt der SA, mit Sitz im Berliner Regierungsviertel, die Verwaltung der Amtsgeschäfte des Stabschefs der SA in seiner Eigenschaft als Minister der Reichsregierung erledigen. Reiner war somit so etwas wie ein Staatssekretär der SA, dem die tagtägliche Betreuung der Aufgaben des „SA-Ministers“ Röhm oblag. In einem Interview mit der Deutschen Zeitung vom 6. März 1934 beschrieb Reiner seine Stellung folgendermaßen: Innenpolitisch sei er eine Art Eingreifsstelle für „Streitigkeiten zwischen SA und Reichsstellen“, während er außenpolitisch dafür zuständig sei, „alle die Unterlagen zu besorgen, die in außenpolitischer Hinsicht die SA berühren“. Des Weiteren sei er mit der „Behandlung aller Fragen, die die SA in staatsrechtlicher oder in politischer Hinsicht berühren“, betraut. Als „politische Orientierungsstelle“ des Stabschefs der SA als staatlichen Hoheitsträger grenzte Reiner sich zudem stark von der SA als einer Parteiorganisation ab („mit der Organisation der SA selbst hat das Ministeramt aber nicht das Geringste zu tun“). Vor dem Wechsel in das Ministeramt hatte er seine Tätigkeit im Führerstab Reichsbahn beendet.
Während der „Niederschlagung des sogenannten Röhm-Putsches“, d. h. der Zerschlagung der SA als eines politischen Machtfaktors in den Tagen vom 30. Juni bis 2. Juli 1934, wurde auch Reiner kurzzeitig in Haft genommen. Anders als Röhm und zahlreiche andere hohe SA-Führer, die erschossen wurden, kam er bald wieder in Freiheit. Er verlor allerdings seinen Posten im Ministeramt und als vortragender Adjutant beim Führer. Zum 20. Juli, resp. zum 27. Juli, 1934 wurde er in den Stab Himmlers zurückversetzt, zur Regelung der weiteren Verwendung, bald darauf jedoch infolge der ihm durch seine jahrelange enge Beziehung und Zusammenarbeit mit Röhm erwachsenen Kompromittierung aus der SS ausgeschlossen. Darüber hinaus wurde er durch eine Verfügung von Rudolf Heß am 6. November 1934 auch aus der NSDAP ausgeschlossen. Ungeachtet dieser äußeren Zurücksetzungen erfreute Reiner sich weiterhin der Protektion mächtiger Freunde, insbesondere des SS-Chefs Heinrich Himmler, so dass er seine Karriere im NS-Staat zumindest auf wirtschaftlichem Gebiet fortsetzen konnte.
Bis Januar 1935 blieb Rolf formell im Aufsichtsrat der privaten Revisionsgesellschaft Treuarbeit. Dann erhielt er eine Anstellung als Prokurist bei den Salzgitterwerken in Watenstedt bei Braunschweig, die in der Folgezeit in die Reichswerke Hermann Göring umgewandelt wurden bzw. in diesen aufgingen. Zuletzt bekleidete er dort den Posten eines Hauptabwehrbeauftragten.
Seit der zweiten Hälfte der 1930er Jahre unternahm Reiner wiederholt Anstrengungen, die darauf abzielten, wieder in die NSDAP und die SS aufgenommen zu werden. In Hinblick auf den Erfolg seiner Bemühungen, wieder in die Partei zu kommen, sind die Angaben der einschlägigen Akten widersprüchlich: So hob das Oberste Parteigericht der NSDAP Reiners Ausschluss aus der Partei am 23. März 1937 wieder auf. Da Hitler, der gemäß einer Aktennotiz Himmlers von 1938 weiterhin gegen Reiner eingestellt war, sich nach Mitteilungen von Martin Bormann an Himmler unverändert gegen eine Wiederaufnahme des einstigen engen Mitarbeiters von Röhm in die NSDAP aussprach, ist aber unklar, ob Reiners durch das Oberste Parteigericht angeordnete Wiederaufnahme in die Partei auch tatsächlich vollzogen wurde.

#### Zweiter Weltkrieg
Zu Beginn des Zweiten Weltkrieges ließ Reiner, der danach strebte, sich durch Frontbewährung zu rehabilitieren und erneut in die SS aufgenommen zu werden, auf Vermittlung seines Freundes Heinrich Himmler als Offizier reaktivieren: Von 1939 bis 1942 war er bei Flakbatterien in Braunschweig und Düsseldorf tätig; war lange ohne Beförderung weiterhin nur Leutnant z.V. Mit Genehmigung von Hermann Göring kam er dann ab Sommer 1942 in Russland zum Fronteinsatz mit der Luftwaffe. Die zuvor von Reiner gewünschte Reaktivierung innerhalb der Leibstandarte SS Adolf Hitler hatte Himmler mit Rücksicht auf die absehbare Ablehnung Hitlers abgelehnt. 1940 lebte Reiner in Berlin.
Am 13. November 1942 erlitt Reiner am Nordriegel vor Stalingrad durch Granatsplittereinwirkung eine schwere Wunde am linken Unterschenkel. In der Folge verbrachte er bis Juli 1943 mehrere Monate in Lazaretten, wo er drei Operationen über sich ergehen lassen musste. Ab 1944 kam Reiner erneut zum aktiven Einsatz. Er starb schließlich während eines Einsatzes an der rumänischen Front im August 1944.
Ein Aktenvermerk Himmlers vom Dezember 1944, in dem Reiner erneut als Gruppenführer bezeichnet wird, legt die Möglichkeit nahe, dass er vor seinem Tod wieder in die SS aufgenommen worden war.

## Beförderungen
- 18. Dezember 1931: (SS)-Oberführer
- 1. März 1933: SS-Gruppenführer

## Zeitgenössische Literatur
- Philipp Bouhler: Nationalsozialistisches Jahrbuch 1934. Jg. 8, Frz. Eher Nachf. GmbH, München 1933/34, S. 157 ff. Digitalisat. Übersicht der Obersten SA-Führung (OSAF) 1933/34 mit Rolf Reiner.
- Ernst Röhm: Geschichte eines Hochverräters, 6. Auflage, Frz. Eher Nachf., München 1934. Nachdruck Faksim.-Verlag, Bremen 1982, u. a. S. 248. (zuzgl. m. Bild im unpagn. Teil)
- Der Ring, Heft 10, Berlin, 9. März 1934, u. a. S. 145, S. 157. (m. Bild u. Details zum Ministeramt)